# Coluber anthonyi
Espèce
Synonymes
- Bascanion anthonyi Stejneger, 1901
- Masticophis anthonyi (Stejneger, 1901)

Coluber anthonyi est une espèce de serpents de la famille des Colubridae.

## Répartition
Cette espèce est endémique de l'île Clarión dans l'État de Colima au Mexique.

## Description
L'holotype décrit par Stejneger mesurait 145 cm dont 36 cm pour la queue. Son dos était brun foncé avec des taches allongées sombres.

## Étymologie
Cette espèce est nommée en l'honneur d'Alfred Webster Anthony (1865-1939).

## Publication originale
- Stejneger, 1901 : Description of a new species of snake from Clarion Island, West Coast of Mexico. Proceedings of the United States National Museum, vol. 23, no 1231, p. 715-717 (texte intégral).